# KkStB 106
Die Dampflokomotivreihe kkStB 106 war eine Schnellzug-Schlepptenderlokomotivreihe der k.k. österreichischen Staatsbahnen (kkStB) und der Südbahn.

## Geschichte

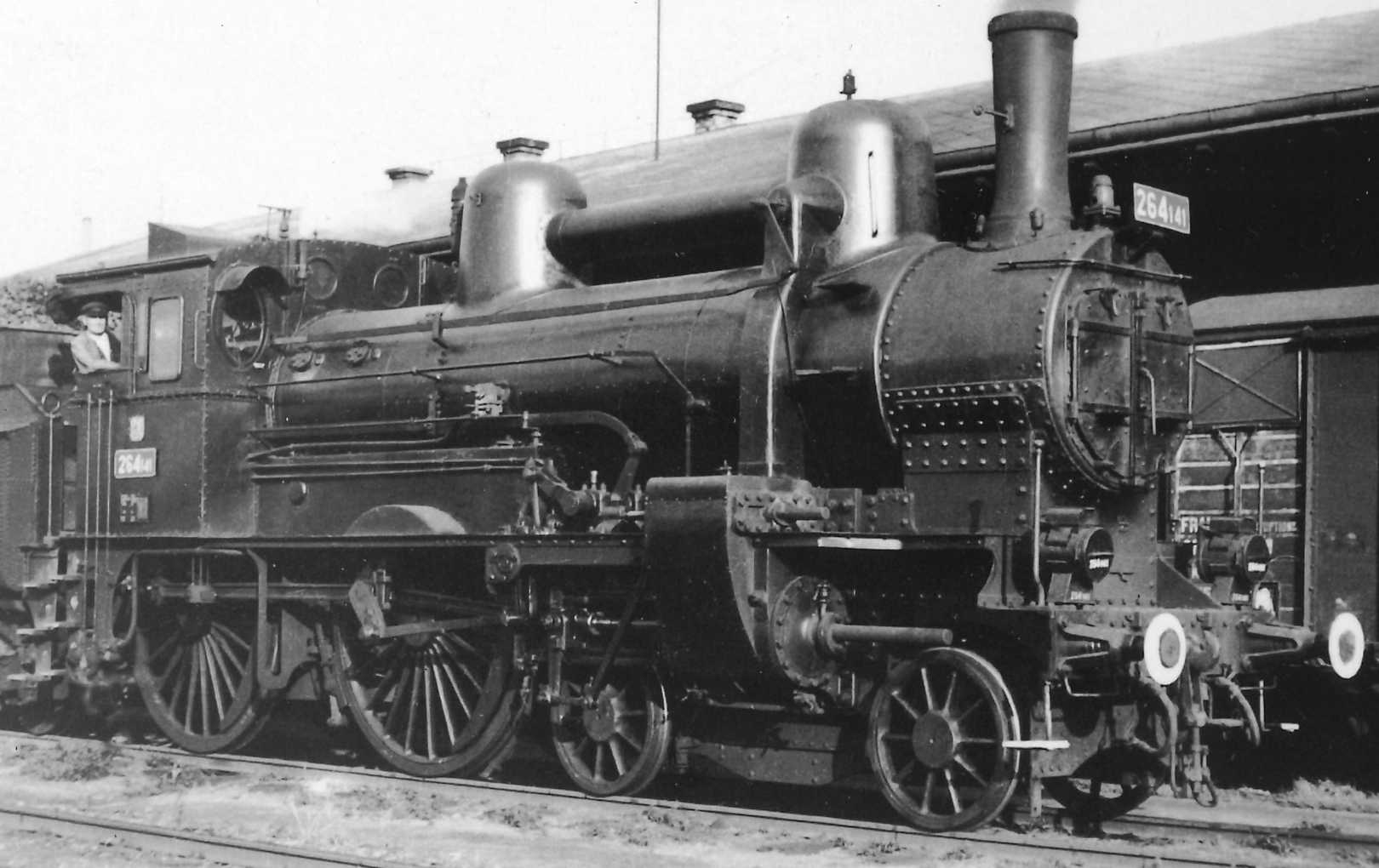
KkStB 106 als ČSD 264.141 im Bahnhof Rakovník während der Zeit des 2. Weltkrieges

Obwohl man mit der Reihe 6 sehr zufrieden war, entschied man sich doch, kleine Verbesserungen durchzuführen.
Die so entstandene Reihe 106 hatte unter anderem eine auf 3,0 m² vergrößerte Rostfläche.
Insgesamt wurden 99 Stück von der Lokomotivfabrik der StEG, von der Lokomotivfabrik Floridsdorf und von der Wiener Neustädter Lokomotivfabrik geliefert.
Das Einsatzgebiet der Reihe 106 war dasselbe wie das der Reihe 6.
Gleichzeitig mit der kkStB beschaffte die Südbahn 27 Stück der Reihe 106.
Die von der Lokomotivfabrik Floridsdorf, der Lokomotivfabrik der StEG und der  Staatlichen Maschinenfabrik Budapest gelieferten Maschinen wurden als 106.101–122 und 106.125–129 eingereiht.
Die Südbahnmaschinen hatten noch Federwaagventile (Gölsdorf war bei der kkStB schon zu Pop-Ventilen übergegangen) und waren in Marburg und Nagykanizsa stationiert.
Nach dem Ersten Weltkrieg kamen 42 Stück zu den BBÖ.
43 Stück bildeten bei den ČSD die Reihe 264.1.
Bei den PKP wurden acht Stück als Reihe Pd13 eingeordnet.
Die Eisenbahnen des Königreichs der Serben, Kroaten und Slowenen (JDŽ 104-001–019) erhielten 19 Stück und die MÁV (224,301–309) neun.
Die übrigen Maschinen waren Kriegsverluste oder wurden ausgeschieden, bevor sie in das Reihenschema der verschiedenen Bahngesellschaften aufgenommen wurden.
Die Deutsche Reichsbahn gab den 1938 übernommenen 17 Stück die Reihenbezeichnung 13.1, ließ sie aber bald in Vorheiz- und Waschanlagen umbauen.
Die ČSD schieden ihre Loks bis 1946 aus.
Von den MÁV kamen aber 1951 und 1952 insgesamt wieder drei Stück zu den ČSD.
Die 106.87 kam als 554.001 zur FS.